# Robert Blair (bádminton)
Robert James Blair (Edimburgo, 7 de agosto de 1981) es un deportista británico que compitió en bádminton para Inglaterra en la modalidad de dobles mixto.
Ganó una medalla de plata en el Campeonato Mundial de Bádminton de 2006 y una medalla de bronce en el Campeonato Europeo de Bádminton de 2006.

## Palmarés internacional
| Representando a Inglaterra |                          |                   |        |
| Campeonato Mundial         |                          |                   |        |
| Año                        | Lugar                    | Medalla           | Prueba |
| 2006                       | Madrid (España)          | Medalla de plata  | Dobles |
| Campeonato Europeo         |                          |                   |        |
| Año                        | Lugar                    | Medalla           | Prueba |
| 2006                       | Den Bosch (Países Bajos) | Medalla de bronce | Dobles |